# Dinia
Dinia é um gênero de traça pertencente à família Arctiidae.